# Berseba (Wahlkreis)
Berseba ist einer von sechs Wahlkreisen in der namibischen Region ǁKharasKlicklaut. Der Wahlkreis erstreckt sich um den gleichnamigen Hauptort und Verwaltungssitz Berseba. Das Gebiet ist sehr karg und hat knapp 11.300 Einwohner (Stand 2023) auf einer Fläche von 31.725 Quadratkilometer.

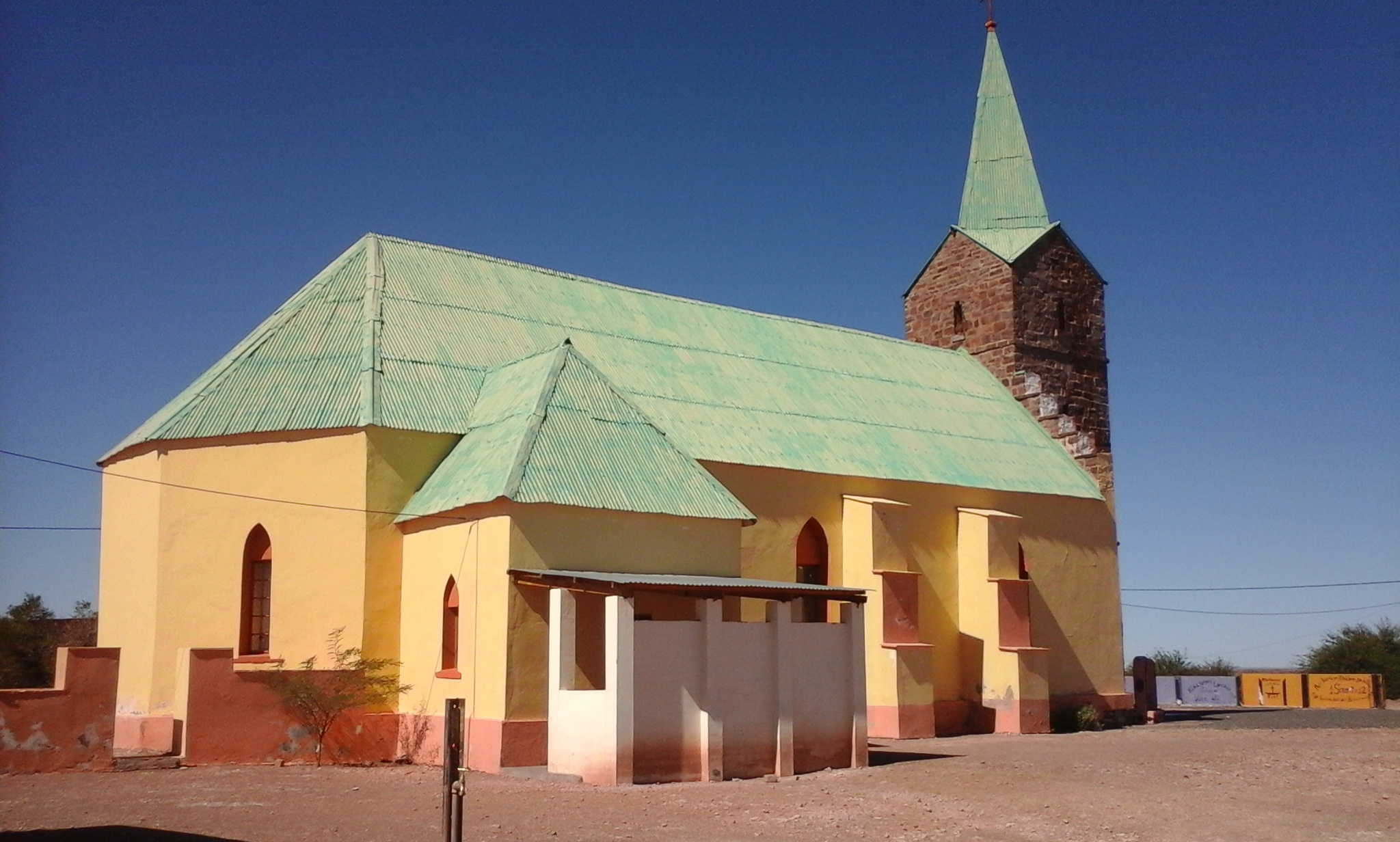
Kirche im Ort Berseba

## Wahlen
| Wahl | Name              | Partei | Stimmenanteil |
| ---- | ----------------- | ------ | ------------- |
| 1992 | Cornelius Cloete  | DTA    | 53,6 %        |
| 1998 | Stephanus Goliath | SWAPO  | 43,3 %        |
| 2004 | Dawid Boois       | SWAPO  | 48,0 %        |
| 2010 | Dawid Boois       | SWAPO  | 47,1 %        |
| 2015 | Dawid Boois       | SWAPO  | 62,8 %        |
| 2020 | Jeremias Goeieman | LPM    | 53,2 %        |